# Oncidium estradae
Oncidium estradae es una planta orquidácea del género Oncidium.

## Distribución y hábitat
Se encuentra en Ecuador donde habita sobre los árboles de guayacán y laurel, en altitudes que van desde los 160 hasta los 300 m.

## Características
Se caracteriza por tener rizoma corto; pseudobulbos rectangulares, bifoliados, cerrados en la base por brácteas foliares. Inflorescencias erectas con numerosas flores hasta de 3,5 cm de diámetro; pétalos y sépalos de color café con las puntas amarillas, el labelo amarillo con una línea central café.

## Floración
Florece entre los meses de mayo a septiembre, y las flores son polinizadas por abejas del género Centris.
Su cultivo se realiza con luz intermedia en placas de madera, sembrada la planta directamente en el tronco de árboles, palmeras, o en cestas o en macetas con sustrato que le provea un buen drenaje.

## Taxonomía
Oncidium estradae fue descrita por Calaway H. Dodson y publicado en Icones Plantarum Tropicarum 2: t. 179. 1980
Etimología
Ver: Oncidium, Etimología
estradae: epíteto otorgado en honor de su descubridor, el señor Roberto Estrada.